# António Maria de Albuquerque do Couto e Brito
António Maria de Albuquerque do Couto e Brito foi um político, bacharel e juíz, português.

## Biografia
Provém da família Albuquerque que descende da nobre geração e linhagem dos Albuquerques, da Província da Beira, Portugal.  
Passou à ilha Graciosa, Açores no 2 ° quartel do século XIX, na pessoa de António Maria de Albuquerque do Couto e Brito, que ali constituiu família, a qual mais tarde se ramificou para a ilha Terceira.
António  Maria  de  Albuquerque  do  Couto  e  Brito, foi  bacharel formado em direito pela Universidade de Coimbra e o 1º Delegado do Procurador Régio da Comarca da ilha Graciosa, cargo a que ascendeu no dia 27 de Outubro de  1841.  
Entranto depois na magistratura judicial, exerceu o cargo de juiz de direito de 1ª instância e por último o de juiz da relação da ilha Graciosa.

## Relações Familiares
Casou na ilha Graciosa com D. Maria Amélia de Lacerda da Silveira Bettencourt, e tiveram:
1. João Álvaro de Brito e Albuquerque, nascido na ilha Graciosa a 13 de Março de 1850 e casado com D. Joana Elisa da Cunha e Vasconcelos.